# María Eugenia de Beer

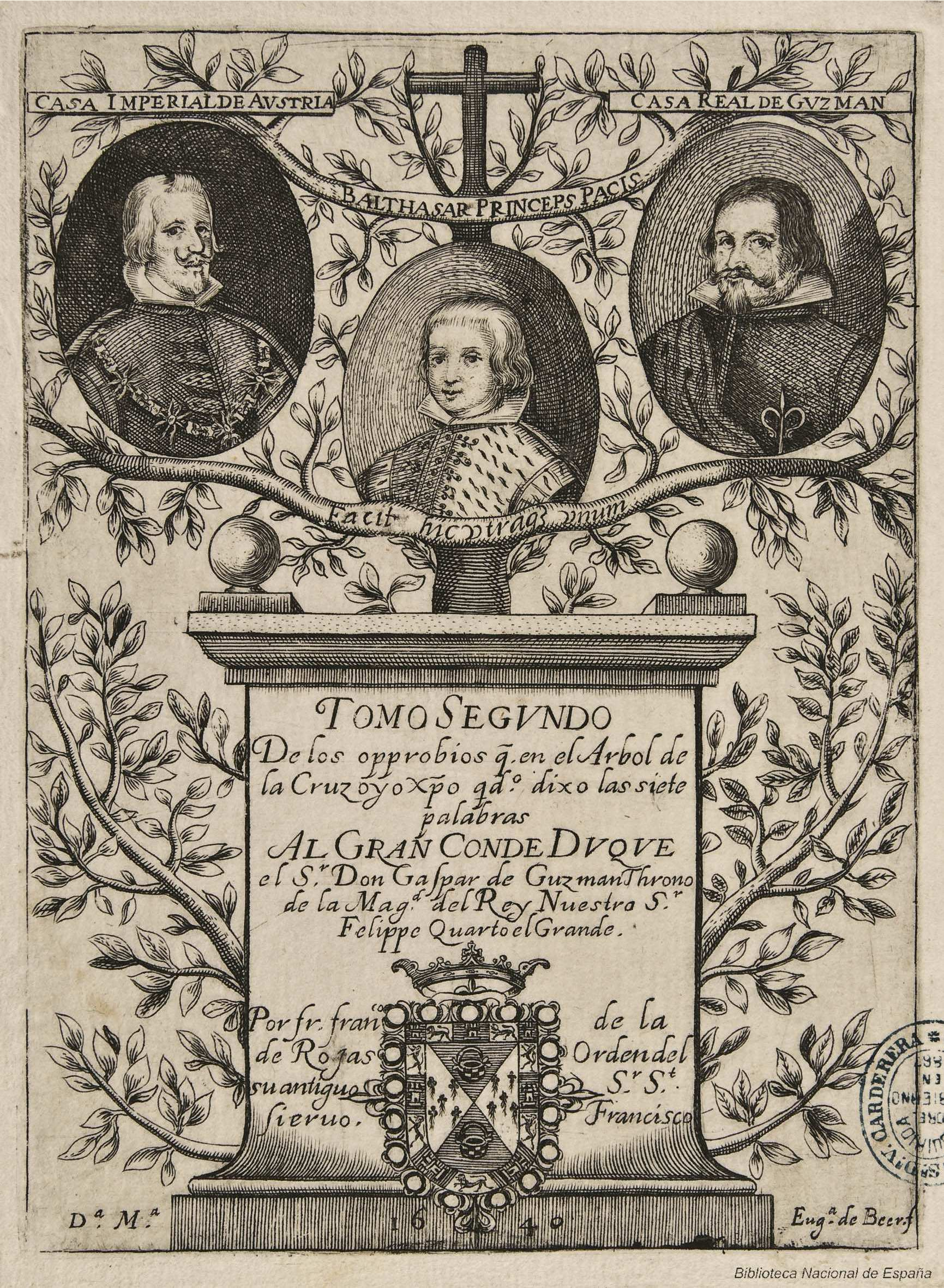
Retratos de Felipe IV, el príncipe Baltasar Carlos y el conde-duque de Olivares. Aguafuerte y buril. Frontispicio del tratado de Francisco de Rojas, Tomo segundo de los opprobios que en el Árbol de la Cruz oyó Xto. qdo dixo las siete palabras, 1640

María Eugenia de Beer (fl. 1640-1652) fue una grabadora calcográfica activa en Madrid, hija del pintor Cornelio de Beer. Firmó sus obras anteponiendo siempre el título de «doña».

## Biografía y obra
El primero en ocuparse de ella fue Ceán Bermúdez, quien la tenía por discípula de su padre y decía de ella que había grabado «con dulzura algunas obras que le hacen digna de este lugar».
Consta que en noviembre de 1641 contrajo matrimonio con Nicolás Merstraten, de origen flamenco y mayor de veinticinco años, quien recibió de los padres de la joven, Cornelio de Beer y Ana de Sonz, una dote de mil ducados. Una parte de esa suma se hizo efectiva en metálico y otra parte en ajuar, joyas y pinturas, de las que se entregaban al esposo setenta y siete sin mención de autoría, aunque muchas de ellas serían presumiblemente pintadas por el padre. De temática diversa, abundaban las de asunto religioso, pero también se encontraban dos de asunto mitológico (Orfeo y Juicio de París), paisajes, marinas y floreros, además de retratos del rey Felipe IV, de Isabel de Borbón y del conde duque de Olivares.
Anteriores en un año a su matrimonio son los primeros trabajos conocidos: la portada alegórica del Sumo sacramento de la fe, obra del jesuita Francisco Aguado, impresa en Madrid por Francisco Martínez, y la del Tomo Segundo de los opprobios q(ue) en el árbol de la cruz oyó Xro. q(uan)do dixo las siete palabras, de fray Francisco de Rojas. Dedicado al conde duque de Olivares, la portada calcográfica, poco convencional y de compleja iconografía, presenta el título del tratado dentro de un pedestal del que brota un árbol rematado en cruz, y sobre él, enmarcados en óvalos, los retratos del rey Felipe IV, del príncipe Baltasar Carlos, llamado «princeps pacis», y del conde duque, unidos los tres por una rama del árbol, con la inscripción: «Facit hic utraque unum».

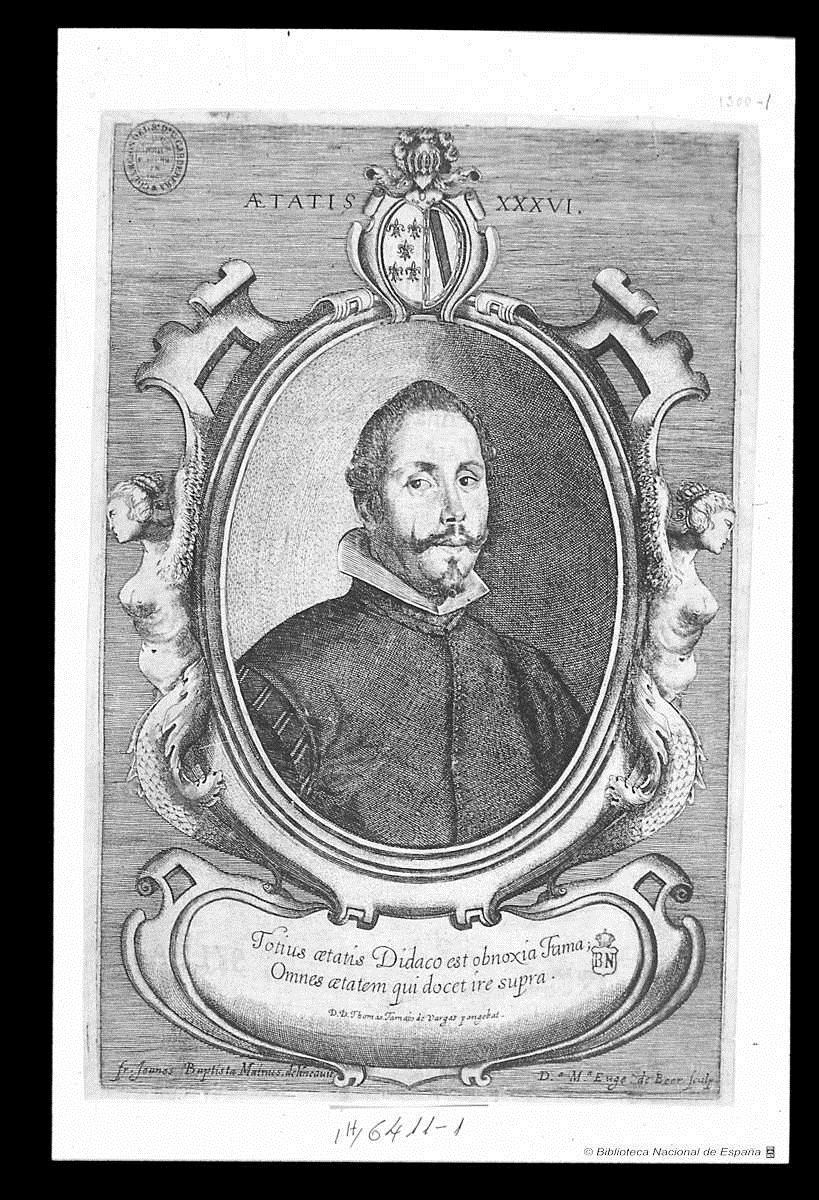
Retrato de Diego de Narbona, 1642, aguafuerte y buril, Biblioteca Nacional de España.

Del año siguiente es el frontispicio de los Discursos espirituales de Juan de Palafox y Mendoza, impreso en Madrid por Francisco Martínez, 1641, con el retrato de la reina Isabel de Borbón en óvalo flanqueado por los retratos de santas Isabel de Hungría e Isabel de Portugal. Entre sus obras más apreciadas y finamente grabadas, en la que se han visto ecos velazqueños, destaca el retrato de Diego de Narbona en medallón oval con sirenas tenantes, aguafuerte y buril abierto a partir de un dibujo de Juan Bautista Maíno para los Annales tractatus iuris de Narbona, obra impresa por Diego Díaz en Madrid, 1642.
Más convencional conforme a los usos editoriales del siglo XVII es la portada del libro Guerra de Flandes, del cardenal Guido Bentivoglio, traducido del toscano por Basilio Varen de Soto (1643) y del mismo año es la portada calcográfica con dos caballos en atrevidos escorzos, el retrato del príncipe Baltasar Carlos de catorce años y veintiocho estampas grabadas con escenas de doma, caza y tauromaquia, para el libro de Gregorio de Tapia y Salcedo, Exercicios de la gineta al príncipe nuestro señor D. Baltasar Carlos. 

De 1644 son otras dos portadas: la de la obra de José Rocaful,Praxis totius moralis theologiae, impresa en Valencia, y la del tomo sexto del libro de Andrés Semple de Tovar, Sermones varios de festividades y santos, editado en Madrid por Juan Sánchez, con el retrato de Gregorio de Tapia en páginas interiores grabado a partir de un dibujo de Domingo Guerra. A estas siguen la portada calcográfica de Instituciones políticas: en dos libros dividida: es a saber, de República, i Príncipe, de Diego de Tovar Valderrama, libro impreso por Catalina de Barrio y Angulo, Madrid, 1645, con un nuevo retrato del príncipe Baltasar Carlos entre las alegorías de la Fe y la Justicia, y el retrato del venerable Alonso Rodríguez para el libro del jesuita Francisco Colin, Vida, hechos, y doctrina del venerable hermano Alonso Rodríguez, cuya fecha de publicación, 1652, pone fin a las noticias que nos han llegado de la artista.
Además reunió veinticinco estampas en un Cuaderno de aves dedicado al príncipe Baltasar Carlos, encabezado por una décima de la misma autora dirigida al príncipe:  
	

Señor, a vuestra deidad, / Que con tantas glorias crece /	Hoy María Eugenia ofrece / Varias aves: perdonad / De su mano en tierna edad / Buril abrió estos borrones:/ En cuanto a infieles regiones / Castigos dilatáis graves / Jugad ahora con las aves / Hasta que matéis leones